# Jason Isaacs
Jason Michael Isaacs (Liverpool, 6 de junio de 1963) es un actor británico.
Sus papeles cinematográficos incluyen al coronel William Tavington en The Patriot (2000), Michael D. Steele en Black Hawk Down (2001), Lucius Malfoy en la serie de películas de Harry Potter (2002-2011), Captain Hook en Peter Pan (2003 ), el mariscal Georgy Zhukov en The Death of Stalin (2017) y Vasili en Hotel Mumbai (2018). 
Isaacs ha aparecido en el escenario como Louis Ironson en el estreno de Declan Donnellan en el Royal National Theatre en 1992 y 1993 de la obra ganadora del Premio Pulitzer de Tony Kushner Angels in America: A Gay Fantasia on National Themes, y como el asesino a sueldo Ben en una 2007 reposición de la obra de Harold Pinter de 1957 The Dumb Waiter en Trafalgar Studios en el West End.
Isaacs fue nominado al Premios Globo de Oro al Mejor Actor - Miniserie o Película para Televisión por The State Within (2006) y al Premio de Televisión de la Academia Británica BAFTA al Mejor Actor por su interpretación de Harry H. Corbett en The Curse of Steptoe (2008). También fue nominado al Premios Emmy Internacional al Mejor Actor y ganó el Premios Satellite al Mejor Actor - Miniserie o Película para Televisión por Case Histories (2011-2013) y fue nominado al Premio Satellite al Mejor Actor - Serie de Televisión Drama por Brotherhood ( 2006-2008).

## Biografía
Nació en Liverpool en el seno de una familia judía. Su padre era joyero. Se graduó en Derecho en la Universidad de Bristol (1982–1985), pero durante sus estudios comenzó a sentir una gran atracción por la actuación, de modo que continuó sus estudios, esta vez de interpretación en la Central School of Speech and Drama (1985–1988).

## Carrera

### Primeros trabajos
Jason debutó en Hollywood con la película The Tall Guy (1989); posteriormente trabajó en series de televisión británica. Interpretó a Michael Ryan en la adaptación de ITV de la novela de Martina Cole Dangerous Lady (1995), dirigida por Jack Woods y producida por Lavinia Warner. Pero, no es hasta 1996 cuando empieza a destacar gracias a la oportunidad en Dragonheart (1996); aunque no fue hasta un año más tarde, cuando consiguió su primer papel como protagonista en la película de terror Event Horizon (1997), donde interpretó el papel de D.J. el Doctor en Medicina de Lewis y Clark. Posteriormente, apareció en el éxito de taquilla de Bruce Willis Armageddon (1998), con el cual inició potencialmente su carrera.

### Consolidación

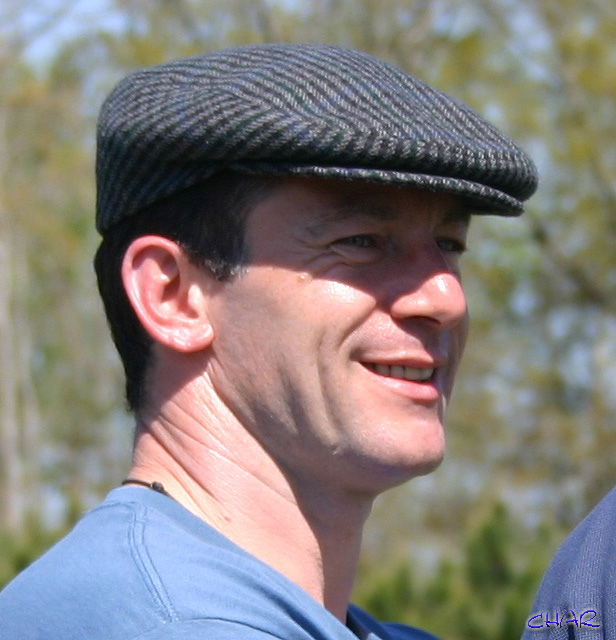
Isaacs en 2005.

Su papel más importante en grandes producciones americanas hasta el momento ha sido el del frío y cruel Coronel William Tavington en la película El patriota, de Mel Gibson. Isaacs apareció con notables papeles, en las películas, Soldier, The End of the Affair, Sweet November (donde interpretaba a una Drag Queen) o Black Hawk Down (2001). También interpretó al Capitán Garfio en la adaptación de Peter Pan de P. J. Hogan (2003), y como la voz del almirante Zhao en la primera temporada de la serie animada de Nickelodeon: Avatar: El último maestro del aire (2005). También apareció en Windtalkers y en El esmoquin.
Interpretó el papel protagónico de Sir Mark Brydon, el embajador británico en los Estados Unidos, en la miniserie de la BBC Four The State Within (2006), por la que fue nominado a Mejor interpretación de un actor en una miniserie o telefilme en la 65.ª edición de los Globos de Oro. En la televisión británica, también interpretó al actor Harry H. Corbett en The Curse of Steptoe, parte de "una temporada de nuevos dramas únicos para BBC Four que revela las historias detrás de algunos de los artistas de televisión más queridos de Gran Bretaña y sus logros", primero transmitido en marzo de 2008. En la televisión estadounidense, Isaacs apareció en tres episodios de The West Wing en 2004, antes de desarrollar su papel más notable en la serie de televisión, Brotherhood (2006-2008), como Michael Caffee.
Otro de sus papeles protagonistas más característicos ha sido el de Lucius Malfoy, padre de Draco Malfoy, interpretado por el actor Tom Felton en la saga cinematográfica de Harry Potter (2002-2011).
Estrenó el thriller Abduction (2011), junto a Taylor Lautner, Lily Collins, Maria Bello y Alfred Molina, dirigida por John Singleton (Four Brothers, 2005). Protagonizó la serie de televisión Awake, que se estrenó el 1 de marzo de 2012 y que contó con una sola temporada. En 2015 protagonizó la serie de televisión DIG para USA Network contando también con una única temporada.

### The OAy otros proyectos
En 2016, protagonizó la serie de televisión para Netflix, The OA, con el papel del doctor Hunter Aloysius "Hap" Percy. Un año más tarde, en 2017, interpretó al capitán Gabriel Lorca en la serie de televisión: Star Trek: Discovery. Isaacs además siguió involucrado en el personaje como actor de doblaje en el videojuego de 2019, Star Trek Online: Rise of Discovery. En septiembre de 2017, Isaacs interpretó a Georgy Zhukov en La muerte de Stalin, una película de sátira política y comedia negra dirigida por Armando Iannucci. La película describe la lucha interna por el poder social y político entre el Consejo de Ministros tras la muerte del dictador soviético Iósif Stalin en 1953. La película fue un éxito controvertido pero crítico y la actuación de Isaacs le valió elogios de la crítica.
En 2018, interpretó el papel de Dan en el thriller psicológico de 2018, Look Away, protagonizada por Mira Sorvino e India Eisley. Isaacs, también ha participado como actor de doblaje, en la serie de animación, The Dark Crystal: Age of Resistance (2019) o en la película de Scooby-Doo, ¡Scooby! (2020). En 2021, protagonizó, la película dramática de Mass, junto a Reed Birney, Ann Dowd y Martha Plimpton. En 2023, se confirmó que Isaacs estaba rodando una nueva película junto a Gillian Anderson, titulada The Salt Path, adaptación de la novela del mismo nombre del autor Raynor Winn. La película es el debut cinematográfico como directora de Marianne Elliott.
En enero de 2024, Isaacs fue anunciado como elenco principal de la tercera temporada de la serie de televisión The White Lotus, cuyo rodaje está previsto para mediados de año y cuyo estrenado está programado para el 2025.

## Vida personal

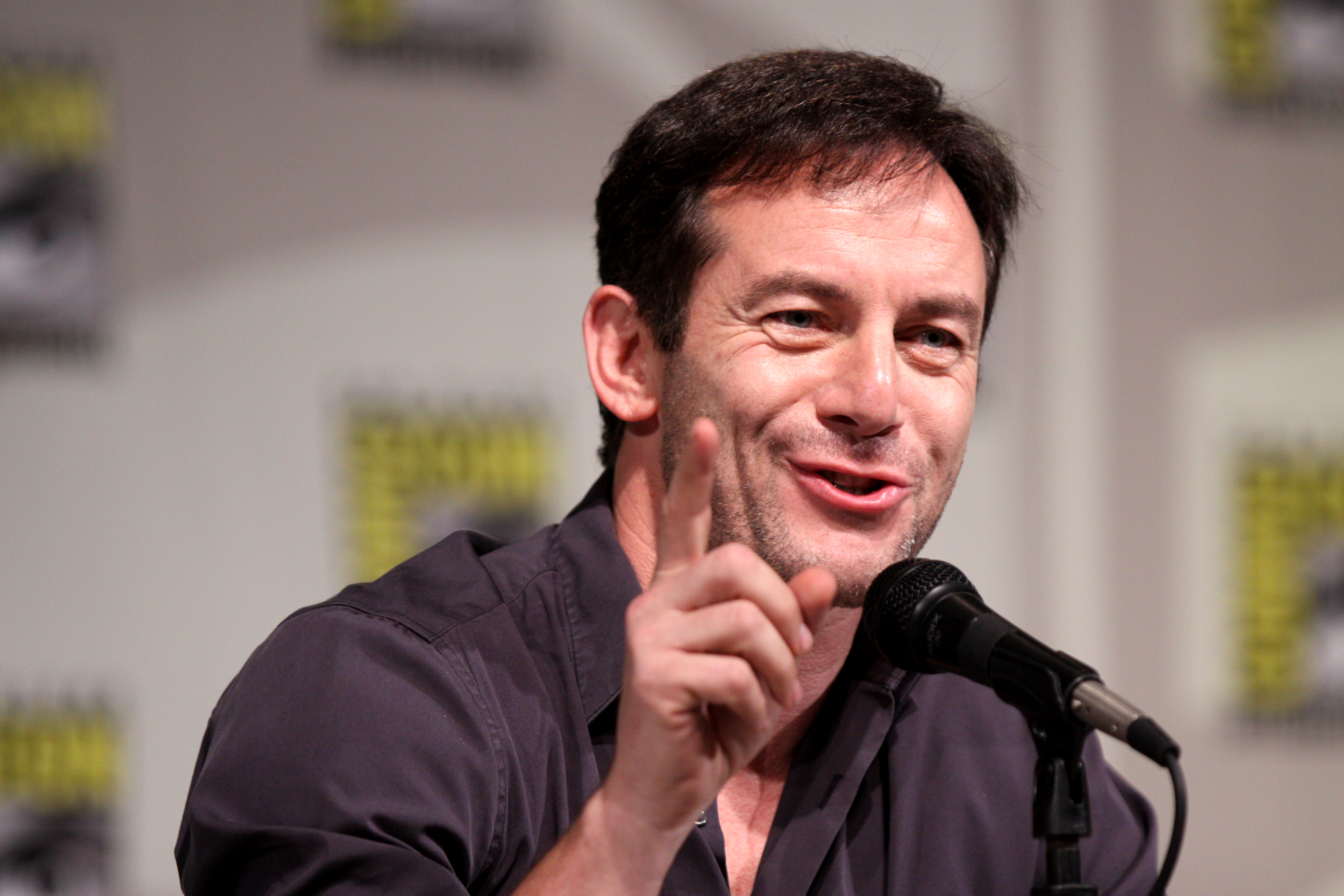
Isaacs en Jjulio de 2011.

Isaacs se mudó con su novia, la documentalista de la BBC Emma Hewitt, en 1987. Comenzaron a salir mientras estudiaban en la Royal Central School of Speech and Drama y se casaron en 2001. Tienen dos hijas, Lily (nacida en 2002) y Ruby (nacida en 2005).
Isaacs se ha descrito a sí mismo como "profundamente judío pero no en un sentido religioso". No mantiene el kosher y es ateo.  Ha hablado de viajar sin ser reconocido a estrenos de películas en el metro de Londres, pero dijo que "tan pronto como [él] llega a la alfombra roja, empiezan a gritar y chillar". Está involucrado con varias organizaciones benéficas y es patrocinador de la organización benéfica para veteranos escoceses Bravehound.
En agosto de 2020, Isaacs reveló que había logrado la sobriedad después de luchar contra la adicción a las drogas y el alcohol durante más de dos décadas. Remontó su experiencia a los 12 años, cuando un barman les dio a él y a sus amigos una botella de Southern Comfort, después de lo cual "se despertó con un dolor de cabeza terrible, apestaba a vómito con una costra enorme y el recuerdo de habiéndose avergonzado [a sí mismo] por completo". Posteriormente "persiguió la pura alegría extática que [él] sintió esa noche durante otros 20 años con consecuencias cada vez más nefastas". Finalmente se dio cuenta de que necesitaba ayuda, pero pidió a sus fans en Twitter que no lo felicitaran por su sobriedad ya que "el orgullo es la peor parte".

## Filmografía

### Cine
| Año                | Película                                                     | Personaje                              | Notas                                 |
| ------------------ | ------------------------------------------------------------ | -------------------------------------- | ------------------------------------- |
| 1989               | The Tall Guy                                                 | Doctor # 2                             |                                       |
| 1994               | Shopping                                                     | Market Trader                          |                                       |
| 1995               | Loved Up                                                     | Dez 2                                  |                                       |
| 1995               | Solitaire for 2 (Solitario para dos)                         | Harry                                  |                                       |
| 1996               | Dragonheart                                                  | Lord Felton                            |                                       |
| 1997               | Event Horizon                                                | D.J.                                   |                                       |
| 1998               | Armageddon                                                   | Dr Ronald Quincy, investigación        |                                       |
| 1998               | Divorcing Jack                                               | Cow Pat Keegan                         |                                       |
| 1998               | Soldier                                                      | Coronel Mekum                          |                                       |
| 1998               | St. Yves                                                     | Alain de Keroual de Saint-Yves         |                                       |
| 1999               | The End of the Affair                                        | Padre Richard Smythe                   |                                       |
| 2000               | El patriota                                                  | Coronel William Tavington              |                                       |
| 2001               | Sweet November                                               | Chaz Watley                            |                                       |
| 2001               | Black Hawk Down                                              | Capitán Mike Steele                    |                                       |
| 2001               | The Last Minute (En el último minuto), de Stephen Norrington | Dave 'Percy' Sledge                    |                                       |
| 2002               | Resident Evil                                                | Dr. William Birkin                     | No acreditado                         |
| 2002               | Windtalkers                                                  | Mayor Mellitz                          |                                       |
| 2002               | Passionada                                                   | Charles Beck                           |                                       |
| 2002               | The Tuxedo                                                   | Clark Devlin                           |                                       |
| 2002               | Harry Potter y la cámara secreta                             | Lucius Malfoy                          |                                       |
| 2003               | Peter Pan                                                    | Capitán Garfio/George Darling          |                                       |
| 2004               | Tierra de pasiones                                           | General James Wolfe                    |                                       |
| 2005               | The Chumscrubber                                             | Mr Parker                              |                                       |
| 2005               | Elektra                                                      | DeMarco                                | No acreditado                         |
| 2005               | Harry Potter y el cáliz de fuego                             | Lucius Malfoy                          |                                       |
| 2006               | Nueve vidas                                                  | Damian                                 |                                       |
| 2006               | Amigos con dinero                                            | David                                  |                                       |
| 2007               | Harry Potter y la Orden del Fénix                            | Lucius Malfoy                          |                                       |
| 2008               | La conjura de El Escorial                                    | Antonio Pérez                          | Lanzamiento limitado                  |
| 2009               | Harry Potter y el misterio del príncipe                      | Lucius Malfoy                          | Aparece como un retrato en movimiento |
| 2009               | Good                                                         | Maurice                                | Lanzamiento limitado                  |
| 2010               | Green Zone                                                   | Major Briggs                           |                                       |
| 2010               | Batman: Under The Red Hood                                   | Ra's al Ghul                           | Voz                                   |
| 2010               | Skeletons                                                    | El coronel                             | Lanzamiento limitado                  |
| 2010               | Harry Potter y las reliquias de la Muerte: parte 1           | Lucius Malfoy                          |                                       |
| 2011               | Cars 2                                                       | Siddeley y Leland Turbo                | Voces                                 |
| 2011               | Harry Potter y las reliquias de la Muerte: parte 2           | Lucius Malfoy                          |                                       |
| 2011               | Abduction                                                    | Kevin                                  |                                       |
| 2011               | Green Lantern: Emerald Knights                               | Sinestro                               | Voz                                   |
| 2013               | Sweetwater                                                   | Profeta Josiah                         |                                       |
| 2013               | A Single Shot                                                | Waylon                                 |                                       |
| 2014               | Dawn                                                         | Dawson                                 |                                       |
| 2014               | Fury                                                         | Capitán "Old Man" Waggoner             |                                       |
| 2014               | After the Fall                                               | Frank McTiernan                        |                                       |
| 2014               | Rio, Eu Te Amo                                               | O "Gringo"                             | Segmento:"Texas"                      |
| 2015               | Liga de la Justicia: Dioses y monstruos                      | Lex Luthor/Metron                      | Voz                                   |
| 2015               | London Fields                                                | Mark Asprey                            |                                       |
| 2016               | A Cure for Wellness                                          | Heinreich Volmer / Baron von Reichmerl |                                       |
| 2017               | Monster Family                                               | Drácula                                | Voz                                   |
| 2017               | La muerte de Stalin                                          | Mariscal Zhúkov                        |                                       |
| 2018               | Hotel Mumbai                                                 | Vasili                                 |                                       |
| 2018               | Look Away                                                    | Dan                                    |                                       |
| 2020               | Scoob!                                                       | Pierre Nodoyuna                        | Voz                                   |
| 2020               | Superman: Hijo Rojo                                          | Superman                               | Voz                                   |
| 2021               | Dr. Bird's Advice for Sad Poets                              | Carl                                   |                                       |
| 2021               | Mass                                                         | Jay Perry                              |                                       |
| 2021               | Scooby-Doo! The Sword and the Scoob                          | Rey Arturo, Thundarr, el bárbaro       | Voz                                   |
| 2021               | Creation Stories                                             | Ralph                                  |                                       |
| 2021               | Monster Family 2                                             | Drácula                                | Voz                                   |
| 2021               | Cera                                                         | John                                   | Cortometraje                          |
| 2021               | Streamline                                                   | Rob Bush                               |                                       |
| 2021               | Everything I Ever Wanted to Tell My Daughter About Men       | Indigo                                 |                                       |
| 2021               | Operación Mincemeat                                          | John Henry Godfrey                     |                                       |
| 2022               | Agent Game                                                   | Bill                                   |                                       |
| 2022               | Mrs. Harris Goes to Paris                                    | Archie                                 |                                       |
| 2022               | Mind-Set                                                     | Nick Reynolds                          |                                       |
| 2023               | Spinning Gold                                                | Al Bogart                              |                                       |
| 2024               | The Salt Path                                                | Moth                                   | [ 23 ]                                |
| TBA                | Occupation: Rainfall Chapter 2                               | Steve                                  | Voz                                   |
| TBA                | Anna                                                         | Alexander Politkovsky                  | Postproducción                        |
| (Fuente: IMDb.com) |                                                              |                                        |                                       |

### Televisión
| Año                | Película                                          | Personaje                      | Notas                                      |
| ------------------ | ------------------------------------------------- | ------------------------------ | ------------------------------------------ |
| 1988               | This Is David Lander                              | French Doctor                  | 1 episodio                                 |
| 1989–1990          | Capital City                                      | Chas Ewell                     | 23 episodios                               |
| 1991               | Ashenden                                          | Andrew Lehman                  | 3 episodios                                |
| 1992               | The Bill                                          | Doctor McManus                 | Episodio: "Fair Play"                      |
| 1992               | Taggart                                           | Eric Barr / John Barr          | Episodio: "Double Exposure"                |
| 1992               | Civvies                                           | Frank Dillon                   | 6 episodios                                |
| 1993               | Highlander: The Series                            | Immortal Zachary Blaine        | Episodio: "The Lady and the Tiger"         |
| 1994               | The Heroic Legend of Arslan                       | Lajendra                       | 1 episodio, Voz                            |
| 1995               | Boon                                              | Mike Puckett                   | Episodio: "Thieves Like Us"                |
| 1995               | Dangerous Lady                                    | Michael Ryan                   | Miniserie                                  |
| 1995               | Loved Up                                          | Dez 2                          | Película para TV                           |
| 1997               | The Fix                                           | Tony Kay                       | Película para TV                           |
| 1998               | The Last Don II                                   | Padre Luca Tonarini            | 2 episodios                                |
| 1998               | St. Ives                                          | Alain de Keroual de Saint-Yves | Película para TV                           |
| 2004               | The West Wing                                     | Colin Ayres                    | 3 episodios                                |
| 2005               | Avatar: La Leyenda de Aang                        | General Zhao                   |                                            |
| 2006               | Scars                                             | Chris                          | Película para TV                           |
| 2006               | The State Within                                  | Sir Mark Brydon                | Miniserie                                  |
| 2006–2008          | Brotherhood                                       | Michael Caffee                 | 29 episodios                               |
| 2008               | The Curse of Steptoe                              | Harry H. Corbett               |                                            |
| 2011–2013          | Case Histories                                    | Jackson Brodie                 | 9 episodios                                |
| 2014               | Rosemary's Baby                                   | Roman Castavet                 | Miniserie                                  |
| 2015               | DIG                                               | Peter Connelly                 | 10 episodios                               |
| 2016–2019          | The OA                                            | Dr. Percy                      | 14 episodios                               |
| 2017–2018          | Star Trek: Discovery                              | Captain Gabriel Lorca          | 11 episodios                               |
| 2020               | Castlevania                                       | Juez de Lidenfeld              | 8 episodios, Voz                           |
| 2021               | Sex Education                                     | Peter Groff                    | 3 episodios                                |
| 2021–2023          | The Great                                         | Pedro I de Rusia               | 3 episodios                                |
| 2022               | Harry Potter 20th Anniversary: Return to Hogwarts | Él mismo                       | Especial de TV, HBO Max                    |
| 2022               | Good Sam                                          | Rob "Griff" Griffith           | 13 episodios, también productor y director |
| 2022               | Inside No. 9                                      | Clifford                       | Episodio: "Kid/Nap"                        |
| 2022               | American Dad!                                     | Jumpers                        | 2 episodios, Voz                           |
| 2023               | The Crowded Room                                  | Jack Lamb                      | 4 episodios                                |
| 2023               | Archie                                            | Cary Grant                     | 4 episodios                                |
| 2024               | What if...?                                       | The Eminence                   | 4 episodios, Voz                           |
| 2025               | The White Lotus                                   | Timothy Ratliff                | 8 episodios                                |
| (Fuente: IMDb.com) |                                                   |                                |                                            |

### Teatro
| Año       | Obra                                                 | Papel                    | Ref.   |
| --------- | ---------------------------------------------------- | ------------------------ | ------ |
| 1992      | The Black and White Minstrels                        | Cyril                    | [ 36 ] |
| 1992–1993 | Angels in America: A Gay Fantasia on National Themes | Louis Ironson            | [ 37 ] |
| 1996      | 1953                                                 | Benito Mussolini         | [ 38 ] |
| 2000      | The Force of Change                                  | Mark                     | [ 39 ] |
| 2007      | The Dumb Waiter                                      | Ben the Hitman           | [ 40 ] |
| 2017      | Dead Poets Live: Byron & Shelley                     | George Gordon Lord Byron | [ 41 ] |

## Premios y nominaciones
Premios BAFTA
| Año  | Trabajo              | Categoría   | Resultado | Ref.   |
| ---- | -------------------- | ----------- | --------- | ------ |
| 2009 | The Curse of Steptoe | Mejor actor | Nominado  | [ 42 ] |

Premios de la Crítica Televisiva
| Año  | Trabajo                 | Categoría                                    | Resultado | Ref.   |
| ---- | ----------------------- | -------------------------------------------- | --------- | ------ |
| 2015 | Stockholm, Pennsylvania | Mejor actor de reparto en película/miniserie | Nominado  | [ 43 ] |

Premios Globos de Oro
| Año  | Trabajo          | Categoría                            | Resultado | Ref.   |
| ---- | ---------------- | ------------------------------------ | --------- | ------ |
| 2008 | The State Within | Mejor actor de miniserie o telefilme | Nominado  | [ 44 ] |